# تیراندازی در المپیک تابستانی ۲۰۱۶ – تفنگ درازکش ۵۰ متر مردان
تیراندازی در بازی‌های المپیک تابستانی ۲۰۱۶ - تفنگ درازکش ۵۰ متر مردان (انگلیسی: Shooting at the 2016 Summer Olympics – Men's 50 metre rifle prone) یکی از رویدادهای رقابت‌های تفنگ درازکش ۵۰ متر بود که در بازی‌های المپیک تابستانی ۲۰۱۶ در بازی‌های المپیک تابستانی ۲۰۱۶ برگزار شد.
این رقابت‌ها شامل دو مرحله مقدماتی و فینال بود که در آن هر تیرانداز ۶۰ تیر در فاصله ۵۰ متری داشت. نمره‌های بازی از ۱ تا ۱۰ بود.